# NGC 285
NGC 285 o PGC 3141 es una galaxia lenticular  de tipo S0, qué se ubica en la constelación de Cetus, qué tiene de época J2000, a unos 533 millones de años luz  de distancia del Sol.
Fue descubierto el 2 de octubre de 1886 por Francis Leavenworth . Tiene una magnitud visual de 15.0, un corrimiento al rojo de 0.03976, una declinación de - 13° 09' 39", una asensión recta de 00h 53m 30s y una dimensión aparente de 0.7 X 0.7.